# Rolf Putziger
Rolf Putziger (* 1926; † April 1977)
war ein deutscher Journalist, Unternehmer und Pionier des Bodybuildings. Bekannt ist er vor allem als Mentor von Arnold Schwarzenegger.

## Leben

### Tätigkeit als Journalist und Unternehmer
Putziger verlegte vom November 1951 an die Homosexuellen-Zeitschrift Die Insel der Freundschaft und Toleranz, die er im September 1952 aus markenrechtlichen Gründen in Der Weg zu Freundschaft und Toleranz umbenannte. Die Zeitschrift setzte sich für die Abschaffung des § 175 ein. Sie erschien bis 1970 und ist damit die am längsten erscheinende Homosexuellen-Zeitschrift der Nachkriegszeit. Putziger siedelte 1957 sein Unternehmen nach Berlin um. Im Jahr 1959 verkaufte Putziger die Zeitschrift. Redaktion und eine ebenfalls Putziger gehörende Buchhandlung dienten der Berliner Szene als Informationsbörse. Putziger hatte auch seinen Ost-Berliner Freundeskreis mit neuen Ausgaben versorgt.
Als Putziger im Jahr 1953 einige Bodybuildingzeitschriften aus den USA mitbrachte, stießen diese in seinem Bekanntenkreis auf derart großes Interesse, dass er einige Tausend dieser Zeitschriften über Kioske verkaufte, wo sie reißenden Absatz fanden. Daraufhin gründete Putziger im Jahr 1956 das erste deutsche Bodybuilding-Magazin Herkules. Fotos und Artikel übernahm Putziger vor allem aus ausländischen Zeitschriften, da es in Deutschland mit Ausnahme etwa von Harry Gelbfarb kaum Bodybuilder und Studios gab. „Die homophile Linie jedoch, die trotz Bilder von Weltstarathleten wie Steve Reeves und Reg Park deutlich wurde, fand bei vielen keine Zustimmung.“
Nach nur vier Ausgaben in zwei Jahren ersetzte Putziger Herkules deshalb durch das Magazin Sport und Kraft. Das Blatt erschien acht Jahre lang als Monatstitel und brachte es auf 68 Ausgaben. 1962 betrug die Auflage 15.000 Exemplare. Putziger zog nach München, und die Zeitschrift wurde nicht mehr in seinem Verlag, sondern im Sportverlag Anton Sippel verlegt.
Am 1. November 1963 startete im Universum Sportverlag die Zeitschrift Kraftsportrevue, später Sportrevue, mit Putziger als Verleger und Herausgeber. Zu den Autoren zählten Gernulf Garbe, Albert Busek und Arnold Schwarzenegger.
Bis zu Putzigers Tod erschien die Zeitschrift jährlich etwa sechs- bis zehnmal.
Im Jahr 1965 besaß Rolf Putziger in München neben dem Verlag ein Fitnessstudio am Hauptbahnhof und einen Versandhandel für Nahrungsergänzungsmittel.

### Aufbauarbeit als Funktionär des Bodybuildings
Im Jahr 1960 verlegte der von Harry Gelbfarb in Schweinfurt gegründete Deutsche Körperbildungs-Bund (DKB) den Sitz nach München. Putziger übernahm den Vorsitz. Zur gleichen Zeit wurde der Verein noch im gleichen Jahr in Bund Deutscher Bodybuilder (BDB) umbenannt. Ebenfalls im Jahr 1960 trat Putziger als Sponsor der ersten deutschen Meisterschaften auf. Sechs Jahre später gründete sich als BDB-Nachfolger der Deutsche Kraftsportverband (DKV), dessen Vorsitz wieder Putziger übernahm und den er bis zu seinem Tod innehatte. BDB und DKV hielten die jährlichen Wahlen zum Mr. Germany ab.

### Mentor von Arnold Schwarzenegger
Als Arnold Schwarzenegger im Jahr 1965 den Mr.-Europa-Junior-Wettbewerb gewann, saß Putziger in der Jury. Er bot Schwarzenegger eine Stelle als Trainer in seinem Münchner Studio sowie eine Reise zum Mr.-Universum-Wettkampf in London an. Anlass für die Offerte war der Konkurrenz durch Reinhard Smolana, dessen Bodybuilding-Studio größer und besser ausgestattet war als jenes von Putziger. Dieser erhoffte sich mit der Einstellung des Nachwuchs-Stars Schwarzenegger, seine Wettbewerbssituation zu verbessern. Am 1. August 1966 trat Schwarzenegger die Stelle als Fitnesstrainer in Putzigers Herkules-Studio an. In seinen 1977 erstmals erschienenen Memoiren schildert Schwarzenegger ausführlich, wie Putziger von ihm für Arbeit und Unterkunft sexuelle Gefälligkeiten verlangte, was Schwarzenegger aber ablehnte. Die Stelle konnte Schwarzenegger aber trotzdem behalten, allerdings weigerte sich Putziger, die Reise zum Mr.-Universum-Wettkampf zu finanzieren.
Schwarzenegger wandte sich an Putzigers „Todfeind“ Smolana. Er bezahlte Schwarzenegger die Reise, der den zweiten Platz belegte. Bis Schwarzenegger im September 1968 in die USA reiste, wurde das Herkules-Studio aufgrund seiner sportlichen Erfolge das „Zentrum der deutschen Bodybuilder-Szene“. Während Schwarzeneggers Zeit vervierfachte sich die Zahl der dort Trainierenden auf rund 400 Kunden. Für Schwarzenegger boten die Trainingseinrichtungen des Studios und seine gut bezahlte Stelle dort die Voraussetzungen für seine sportlichen Erfolge. Aufgrund seiner Verpflichtungen als Trainer am Nachmittag und frühen Abend entwickelte er sein von ihm „split routine“ genanntes Trainingsprogramm mit einer Einheit am Vormittag und einer am Abend, das sich als produktiver herausstellte als ein langandauerndes einmaliges Trainieren.
Der Schwarzenegger-Biograph Marc-Hujer fasste das schwierige Verhältnis der beiden so zusammen: „Schwarzenegger braucht Putziger, die Stelle bei ihm, das Geld. Diese Stadt ist seine Chance, (...) und ohne Putziger kann er hier nicht bleiben. Putziger (...) entscheidet über Erfolg und Misserfolg in der Branche. Wenn Putziger ihn in seinen Magazinen nicht mehr erwähnt, gibt es ihn nicht mehr. Und wie will er es dann nach Amerika schaffen?“ Im Rückblick gehöre Putziger wie Joe Weider zu jenen Freunden von Schwarzenegger, die er während seines Aufstiegs auf der Strecke gelassen habe, um sich immer wieder neu zu erfinden: „Sie alle glaubten, ein Recht auf ihn und seinen Erfolg zu haben und mit ihm ganz nach oben zu kommen. Aber er wollte unabhängig bleiben, seinen eigenen Weg gehen.“
Schwarzenegger selbst beschrieb Putzigers Persönlichkeit Jahrzehnte später so: „Putziger was sleazy.“